# Bezvodne, Velîka Oleksandrivka
Bezvodne (în ucraineană Безводне) este un sat în comuna Bruskînske din raionul Velîka Oleksandrivka, regiunea Herson, Ucraina.

## Demografie
Componența lingvistică a localității Bezvodne
     Ucraineană (94,81%)
     Rusă (3,25%)
     Română (1,3%)
     Alte limbi (0,65%)
Conform recensământului din 2001, majoritatea populației localității Bezvodne era vorbitoare de ucraineană (94,81%), existând în minoritate și vorbitori de rusă (3,25%) și română (1,3%).